# 張斯洋
張斯洋（2003年5月24日—），美籍華裔女子職業高爾夫球手，2020年美國女子公開賽、2022及2023年NCAA一級錦標賽冠軍。她曾出戰2019年美國女子公開賽，並於2019年泛美運動會奪得金牌。她在轉打職業賽之後兩個禮拜便於首戰奪冠，是美國女子職業高爾夫協會自1952年以來第一位有此佳績的球員。

## 早年生活
張斯洋生於美國，與父母和較她年長10歲的哥哥同住。她9歲開始打球，2021年入讀史丹佛大學。

## 外部連結
- 張斯洋在LPGA巡回赛官方网站
- 張斯洋在女子高爾夫世界排名官方網站